# 诘归之
诘归之（?—?），柔然人。缊纥提子，地粟袁孙。曷多汗、社崘的兄弟。
地粟袁死后，长子匹候跋继父，居东边；次子缊纥提，居西边。391年，魏道武帝讨伐柔然，匹候跋和儿子启拔、吴颉投降，缊纥提和他的儿子诘归之、曷多汗、社崘、斛律被俘。394年，社崘兄弟叛离北魏，曷多汗被北魏杀死。社崘杀死匹候跋，向北穿过沙漠，在漠北建立柔然汗国。史书没有记载诘归之一起跟随社崘兄弟叛离，但记载社崘、斛律兄长的儿子步鹿真后来继承柔然君位，或是诘归之的儿子。